# Мемет Севдіяр
Мемет Севдіяр (справжнє прізвище — Муєдінов (Муєдін); крим. Memet Sevdiyar (Muedin); 15 січня 1913, Сімферополь — 9 червня 1999, Нью-Йорк) — кримськотатарський письменник, журналіст. Головний редактор газети «Azat Kirim». Брат письменника Рустема Муєдіна.

## Життєпис
Народився 15 січня 1913 року у Сімферополі. Батько — Осман Муєдін, мати — Аніфе Ебубекір. Брат — письменник Рустем Муєдін (1919—2012). Сім'я проживала у Старому місті Сімферополя на вулиці Мінаретній.
Закінчив Сімферопольську школу-рушдіє, навчався у 13-й кримськотатарській школі. Вступив до Казанського архітектурного інституту, проте через фінансові труднощі закінчити його не зміг і повернувся на півострів. У Сімферополі навчався на вечірньому відділенні філологічного факультету Кримського педагогічного інституту, який закінчив у 1935 році.
У 1935 році його призвали до армії. Відслуживши два роки в армії, у 1937 році став завідувачем літературним відділом Кримського радіокомітету. На початку німецько-радянської війни знову призваний до армії. Потрапив у полон, після чого повернувся на батьківщину, окуповану нацистами. У Сімферополі працював головним редактором колабораціоністської газети «Azat Kirim» («Вільний Крим»). Публікувався під псевдонімом Мемет Решат. За деякими даними співпрацював з підпільниками і партизанами.
Перед звільненням Криму радянською армією у 1944 році покинув півострів і переїхав спочатку до Румунії, а потім до Італії. Навчався на східному факультеті університету у Ватикані. У 1948 році переїхав до Туреччини. З 1957 року разом з іншими кримськими татарами видавав журнал «Kirim» («Крим»), вів рубрики «Народні епоси» і «Забуті портрети».
У 1961 році Мемет Севдіяр переїхав до США. Брав участь у діяльності національно-культурного центру кримських татар і фонду «Крим». Публікував статті з проблем кримських татар у російськомовній газеті Нью-Йорка. Разом з фондом «Крим» брав участь у підготовці видань: «Numan Celebi Cihannin Hayati» («Життя Номана Челебіджихана») (1972), «Ташкентський процес» (1976), «А коли ми повернемося» (1977), «Шість днів» (1980), «У підпіллі можна зустріти тільки щурів …» (1981), «Нуман Челебі-Джіханнин шіірлері» («Вірші Номана Челебіджихана») (1984) і «Живий смолоскип» (1986). Також видав роботу «Етюди про етногенез кримських татар» і збірник віршів «Гурбет йолларинда» («Дорогами чужини»).
Помер 9 липня 1999 року у Нью-Йорку.
У 2016 році «Земляцтво кримських татар» у Києві нагородило Севдіяра знаком «За заслуги перед кримськотатарським народом».

## Праці
- Амерікадан мектюп // Йилдиз. — 2000. — № 1. — С.130-135.
- Kirim tatar milletinin davasi ne olmali ?: [ «Hakikatlere goz yummayalim!» makalesinin kisaltilmis parcasi] / M. Sevdiyar // BIRLIK: Oirim tatar milliy merkezinin siyasiy, ictimayi ve edebiy nesiridir. — New York: Oirim Fondu, 2006. — 2006, Sayi: 18. — С. 119—122.
- Qirim: Nemse Isgali Devri / М. Sevdiyar // Birlik. — 2001. — № 4. — С. 15-27.
- Поява сарматів (Амазонки в Криму) // Кирим. — 1998. — Березень 14.
- Ельвіда, ватан!; Арзуларим; Кутур, деніз; Сагинув; Аглама, бульбуль; Киримга ялиниз татарнин акки бар! Йирла кедай; Ватан — Киримга ачик мектюп; Унутилмаз козьяшлар; Міллій матем; Юрек аглай: шіірлер; Аджджи такдір: дестан // Киримтатар іджрет едебіяти. Окув кулланмаси / тертіп еткенлер: Е. Е. Куртумеров, Т. Б. Усеінов, А. М. Харахади. — Сімферополь: Кирим девлет окув-педагогіка нешріяти, 2002. — С. 122—150.